# 罗马王宫殿

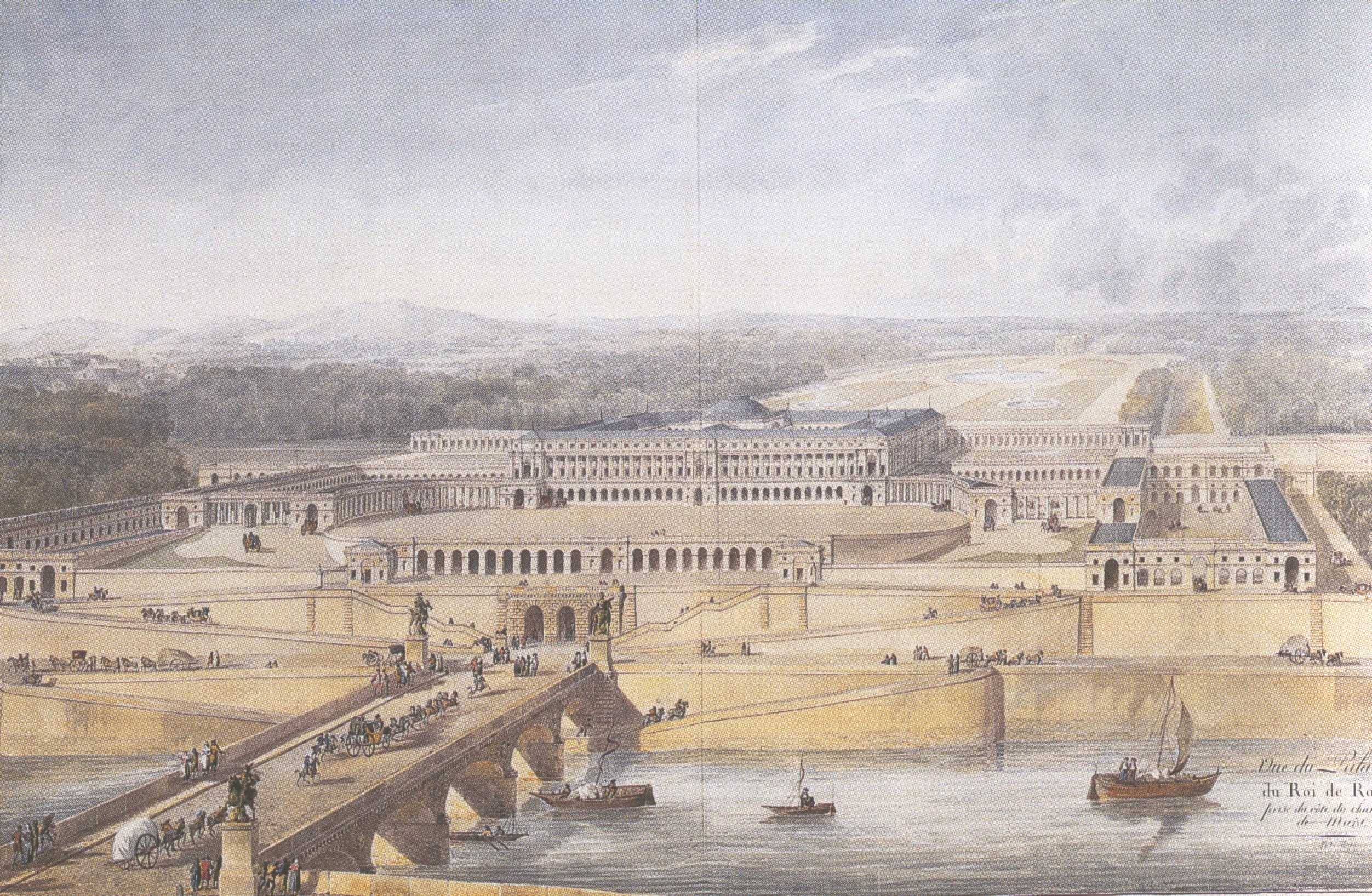
从战神广场看罗马王宫殿

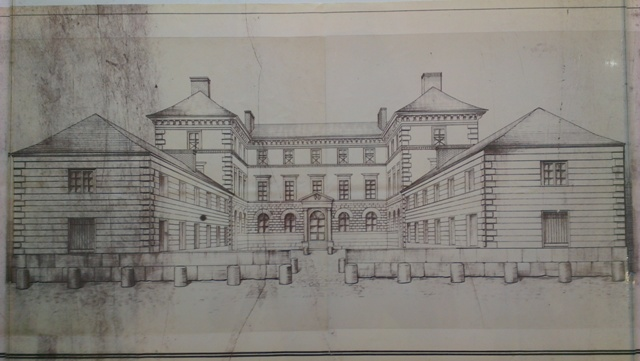
朗布依埃的罗马王宫殿

罗马王宫殿（Palais du Roi de Rome）是供拿破仑一世之子罗马王（拿破仑二世）使用的两座独立宫殿的名称；其中一座从未建造过的巨大宫殿位于巴黎的夏乐山，即今天巴黎十六区的特罗卡德罗地区；另一座规模较小，位于朗布依埃。
1811年2月，拿破仑一世在他儿子出生前，就决定为他在夏乐山修建一座宫殿，称之为“罗马王宫殿”。这座宫殿宏大而美丽，并且将将成为帝国行政和军事城的中心。该计划过于雄心勃勃，随着帝国的垮台，意味着它从未建成。它的设计师，建筑师皮埃尔·方丹称之为“本世纪最宏伟、最非凡的作品”。
而位于朗布依埃的较小的宫殿，由奥古斯特·法民重建。由于俄法战争的准备工作以及法国国家财源日益减少，较大的夏乐宫殿停建。1812年3月2日，朗布依埃宫殿正式获得“罗马王宫殿”称号，成为两座宫殿中唯一完成的宫殿。
。